# Podjelovo Brdo
Podjelovo Brdo je naselje v Občini Gorenja vas - Poljane.